# امیرآباد (انگوران)
امیرآباد روستایی در دهستان انگوران بخش انگوران شهرستان ماه‌نشان استان زنجان ایران است.

## جمعیت
بر پایه سرشماری عمومی نفوس و مسکن در سال ۱۳۹۵ جمعیت این روستا ۱۲ نفر (۴خانوار) بوده‌است.